# 왕실속령

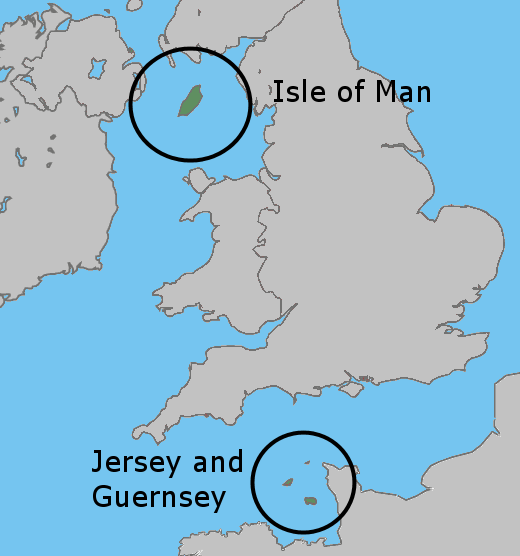
영국 왕실속령 영토

왕실속령(王室屬領, Crown dependencies)은 영국 군주 소유의 영토로서 영국에 속하지는 않지만, 영국이 국방과 외교를 담당한다. 채널 제도의 두 섬과 맨섬이 이에 해당된다. 현재 영국의 국왕인 찰스 3세가 노르망디 공작과 맨섬의 영주를 겸하며,  두 곳을 영지로 가지고 있다.

## 같이 보기
- 영국의 해외 영토